# 내 ID는 강남미인!
《내 ID는 강남미인!》은 기맹기 작가가 네이버 만화에서 매주 토요일에 연재했던 대한민국의 웹툰으로 웹툰 「여주실격」의 작가인 기맹기의 작품이다.  2016년 4월 8일에 연재를 시작하여 2017년 12월 29일에 완결되었다.

## 줄거리
못생긴 얼굴에서 미인으로 새롭게 태어난 그녀, 강미래! 그런데... 어디서 본 듯 한데?

## 등장인물

### 주연
- 강미래
- 도경석
- 현수아

### 조연
- 연우영
- 나혜성
- 도대수
- 도경희
- 김찬우
- 최정분
- 구태영
- 조정협
- 홍예나
- 유은
- 권윤별
- 김태희
- 장원호
- 박소진
- 정동운

## 시리즈 순서
- 본화 : 2016년 4월 8일 ~ 2017년 11월 10일 (90화, 매주 금요일)
- 외전 : 2017년 11월 17일 ~ 12월 8일 (4화, 매주 금요일)

## 드라마화
- JTBC 《내 아이디는 강남미인》 (실사판, 2018년)